# Leptogenys anacleti
Leptogenys anacleti é uma espécie de formiga do gênero Leptogenys, pertencente à subfamília Ponerinae.